# Travis Wood
Travis Alan Wood (ur. 6 lutego 1987) – amerykański baseballista występujący na pozycji miotacza.

## Przebieg kariery
Wood po ukończeniu szkoły średniej w 2005 został wybrany w drugiej rundzie draftu przez Cincinnati Reds i początkowo grał w klubach farmerskich tego zespołu, między innymi w Louisville Bats, reprezentującym poziom Triple-A. W Major League Baseball zadebiutował 1 lipca 2010 w meczu przeciwko Chicago Cubs na Wrigley Field, w którym zaliczył uderzenie. 4 września 2010 w spotkaniu z St. Louis Cardinals zdobył pierwszego w MLB home runa po piłce narzuconej przez Adama Wainwrighta.
W grudniu 2011 w ramach wymiany zawodników przeszedł do Chicago Cubs. 30 maja 2013 w meczu przeciwko Chicago White Sox zdobył pierwszego grand slama w MLB po piłce narzuconej przez Jake'a Peavy. W lipcu 2013 po raz pierwszy w karierze został wybrany do Meczu Gwiazd, jednak w nim nie wystąpił.
16 czerwca 2014 w meczu z Miami Marlins na Marlins Park w pierwszej połowie trzynastej zmiany przy stanie 4–4 został wystawiony przez menadżera Ricka Renterię jako pinch hitter i zaliczył zwycięskie RBI double.
W lutym 2017 został zawodnikiem Kansas City Royals, zaś w lipcu tego samego roku San Diego Padres. Po zakończeniu sezonu 2017 podpisał niegwarantowany kontrakt z Detroit Tigers.

## Nagrody i wyróżnienia
| Nagroda/wyróżnienie      | Lata | Źródło |
| All-Star                 | 2013 | [ 7 ]  |
| Zwycięzca w World Series | 2016 | [ 10 ] |